# 2-я флотилия эскадренных миноносцев кригсмарине
2-я флотилия эскадренных миноносцев кригсмарине (нем. 2. Zerstörer-Flottille) — подразделение военно-морского флота нацистской Германии, одна из 7 флотилий эскадренных миноносцев ВМФ Германии периода Второй мировой войны.

## История
Флотилия была сформирована 1 ноября 1938 года. Местом дислоцирования стала ВМБ Вильгельмсхафен. Командиром флотилии был назначен капитан-цур-зее Фридрих Бонте. Списочный состав флотилии (5 эсминцев) не изменялся до момента её расформирования 14 мая 1940 года. Однако, следует учитывать, что фактический состав флотилий зачастую менялся, штабу флотилии могли подчиняться эсминцы других соединений, участвующие в общей операции или сосредоточенные на одном театре военных действий.

## Состав
В состав 2-й флотилии входили эсминцы типа 1934 и 1934А, в том числе Z-1 «Леберехт Маасс», Z-5 «Пауль Якоби», Z-6 «Теодор Ридель», Z-7 «Герман Шёман», Z-8 «Бруно Хайнеманн», Z-21 Вильгельм Хайдкамп.

## Командиры
| Время                           | Командующий флотилией                   |
| ------------------------------- | --------------------------------------- |
| 1 ноября 1938 — 19 октября 1939 | капитан-цур-зее Фридрих Бонте;          |
| 26 октября 1939 — 14 мая 1940   | фрегаттен-капитан Рудольф фон Пуфендорф |